# 51-я танковая бригада
51-я танковая Уманская Краснознамённая ордена Суворова  II степени бригада — формирование (танковая бригада) Красной армии ВС Союза ССР, в годы Великой Отечественной войны. 
Участвовала в Уманско-Ботошанской операции, в освобождении территории РСФСР, УССР, МССР, Румынии. Была в составе действующей армии в следующие периоды:
- с 24.04. по 03.09.1942 года;
- с 17.01. по 09.04. и с 06.05. по 02.09.1943 года;
- с 18.01. по 05.09. и с 30.10. по 20.11.1944 года.

## История
Отдельная танковая бригада сформирована в декабре 1941 — марте 1942 в года в городе Саратов в Приволжском военном округе как 51-я отдельная танковая бригада. Первоначально в неё входили управление, два танковых и один мотострелково-пулемётный батальоны, зенитный дивизион и другие части. В апреле 1942 года бригада передислоцирована в Тулу и включена в 3-й танковый (с 20 ноября 1944 года — 9-й гвардейский танковый) корпус, в составе которого вела боевые действия до конца Великой Отечественной войны.
Особенно успешно действовала в Уманско-Ботошанской операции. За отличия личного состава в боях при освобождении города Умань УССР (10 марта) бригаде присвоено почётное наименование «Уманская» (19 марта 1944 года).
За образцовое выполнение боевых заданий командования при форсировании реки Днестр, освобождении во взаимодействии с другими соединениями города Бельцы (26 марта) и выходе на советско-румынскую государственную границу она награждена орденом Красного Знамени (8 апреля 1944 года).
Во время боёв за г. Умань и на р. Днестр особенно успешно действовала танковая рота под командованием старшего лейтенанта М. Д. Саначева. Танкисты этого подразделения уничтожили около 30 танков, свыше 100 орудий и 2 тысячи автомашин, три самолёта, сотни фашистов. За умелое руководство ротой, отвагу и героизм М. Д. Саначеву присвоено звание Героя Советского Союза.
В Люблин-Брестской наступательной операции бригада отличилась в боях за г. Люблин (24 июля), за что награждена орденом Суворова 2-й степени (9 августа 1944 года).
За проявленные личным составом формирования доблесть, мужество, воинское мастерство, высокую дисциплину и организованность в боях с немецко-фашистскими захватчиками 51 тбр удостоена почётного звания «Гвардейская», получила новый войсковой номер и преобразована в 47-ю гвардейскую танковую бригаду (1 декабря 1944 года).

Войну закончила как 47-я гвардейская танковая Уманско-Померанская ордена Ленина Краснознамённая орденов Суворова, Кутузова и Богдана Хмельницкого бригада.

## Состав

### 1942 год
Бригада формировалась по штату № 010/345 от 16 февраля 1942 года:
- рота управления
- 94-й отдельный танковый батальон
- 255-й отдельный танковый батальон
- мотострелково-пулемётный батальон
- зенитная батарея (до 15.07.1943 — 10.08.1943)
- истребительно-противотанковая батарея

### 1943 год
05.09.1943 — 20.01.1944 переформирована по штатам № 010/500-010/506:
- рота управления
- 1-й отдельный танковый батальон (до 00.06.1944 - 94-й отд. танковый батальон)
- 2-й отдельный танковый батальон (до 00.06.1944 - 255-й отд. танковый батальон)
- 3-й отдельный танковый батальон
- моторизованный батальон автоматчиков
- зенитно-пулемётная рота

## В составе
| Вышестоящие формирования РККА ВС Союза ССР: | Вышестоящие формирования РККА ВС Союза ССР: | Вышестоящие формирования РККА ВС Союза ССР: | Вышестоящие формирования РККА ВС Союза ССР: | Вышестоящие формирования РККА ВС Союза ССР: |
| Дата                                        | Фронт (округ)                               | Армия                                       | Корпус                                      |                                             |
| ------------------------------------------- | ------------------------------------------- | ------------------------------------------- | ------------------------------------------- | ------------------------------------------- |
| 01.01.1942 года                             | Приволжский военный округ                   |                                             |                                             |                                             |
| 01.05.1942 года                             | Брянский фронт                              |                                             | 3-й танковый корпус                         |                                             |
| 01.07.1942 года                             | Западный фронт                              | 61-я армия                                  | 3-й танковый корпус                         |                                             |
| 01.10.1942 года                             | Московский военный округ                    |                                             | 3-й танковый корпус                         |                                             |
| 01.11.1942 года                             | Резерв ВГК                                  |                                             | 3-й танковый корпус                         |                                             |
| 01.12.1942 года                             | Резерв ВГК                                  | 3-я танковая армия                          | 3-й танковый корпус                         |                                             |
| 01.01.1943 года                             | Резерв ВГК                                  |                                             | 3-й танковый корпус                         |                                             |
| 01.02.1943 года                             | Юго-Западный фронт                          |                                             | 3-й танковый корпус                         |                                             |
| 01.04.1943 года                             | Резерв ВГК                                  |                                             | 3-й танковый корпус                         |                                             |
| 01.05.1943 года                             | Центральный фронт                           | 2-я танковая армия                          | 3-й танковый корпус                         |                                             |
| 01.10.1943 года                             | Резерв ВГК                                  | 2-я танковая армия                          | 3-й танковый корпус                         |                                             |
| 01.02.1944 года                             | 1-й Украинский фронт                        | 2-я танковая армия                          | 3-й танковый корпус                         |                                             |
| 01.03.1944 года                             | 2-й Украинский фронт                        | 2-я танковая армия                          | 3-й танковый корпус                         |                                             |
| 01.07.1944 года                             | 1-й Белорусский фронт                       | 2-я танковая армия                          | 3-й танковый корпус                         |                                             |
| 01.10.1944 года                             | Резерв ВГК                                  | 2-я танковая армия                          | 3-й танковый корпус                         |                                             |
| 01.11.1944 года                             | 1-й Белорусский фронт                       | 2-я танковая армия                          | 3-й танковый корпус                         |                                             |

## Командование
- Командир бригады:
  - 1.03.1942 по 7.07.1942 Воротников, Михаил Андреевич, подполковник
  - 16.07.1942 по 15.11.1942 Коновалов Фёдор Иванович, подполковник, с 14.09.1942 — полковник
  - 16.11.1942 по 15.12.1942 Ушаков Илья Фёдорович, подполковник
  - 16.12.1942 по 15.03.1943 Ажгибков, Василий Васильевич, полковник
  - 16.03.1943 по 14.07.1943 Кокурин Георгий Алексеевич, подполковник
  - 15.07.1943 по 9.12.1943 Борисов Павел Карпович, подполковник
  - 10.12.1943 по 6.08.1944 Мирвода Семён Никифорович, полковник (погиб)
  - 8.08.1944 по 12.1944 Копылов, Николай Вениаминович, полковник
- Заместитель командира бригады по строевой части
  - Коробов Василий Иванович, подполковник (убит 17.02.1944 — ОБД)
- Начальник штаба бригады
  - 31.03.1942 — 10.1942 Кулабухов, Валентин Фёдорович, майор, Герой Советского Союза (ранен 07.07.42)
  - 2.10.1942 — 2.1943 Ушаков Илья Фёдорович, подполковник
  - 2.1943 — 10.1943 Олянич Пётр Григорьевич, майор
  - 10.1943 — 23.07.1944 Пискунов Михаил Степанович, майор
  - 8.1944 — 12.1944 Сухоцкий Юлиан Юлианович, подполковник
- Военные комиссары бригады, с 09.10.1942 г. — заместители командира бригады по политической части
  - 28.12.1941 — 17.09.1942 Третьяков Иван Нестерович, полковой комиссар
  - 17.09.1942 — 19.06.1943 Куликов Дмитрий Иванович, батальон. комиссар, с 11.01.1943 — подполковник
- Заместитель командира бригады по технической части (до 2.08.1944 — помощник командира по технической части)
  - 04.1942 — 07.07.1942 Дмитриев Михаил Сергеевич, военинженер 2 ранга (погиб)
- Начальник политотдела (с июня 1943 г. он же заместитель командира по политической части)
- 28.12.1941 — 07.07.1942 Яковлев Фёдор Антонович, ст. батальон. комиссар
- 03.09.1942 — 28.04.1943 Подобед Виктор Григорьевич, ст. батальон. комиссар, с 08.12.1942 - подполковник
- 28.04.1943 — 19.06.1943 Грингольц Ефим Ефимович, майор
- 19.06.1943 — 06.09.1943 Куликов Дмитрий Иванович, подполковник
- 6.09.1943 — 01.04.1944 Любицкий Михаил Денисович, подполковник
- 1.04.1944 — 20.11.1944 Телехов Виктор Алексеевич, подполковник

## Отличившиеся воины бригады
В годы войны за ратные подвиги свыше 3 тысяч воинов бригады награждены орденами и медалями, а 21 присвоено звание Героя Советского Союза.
- Афанасьев,Александр Петрович, старший лейтенант, командир танковой роты.Звание присвоено посмертно.
- Мирвода, Семён Никифорович, полковник, командир бригады.Погиб в бою 6 августа 1944 года.
- Панфилов, Никандр Максимович, лейтенант, командир 2 роты автоматчиков моторизованного стрелково-пулемётного батальона.
- Саначёв, Михаил Данилович, старший лейтенант, командир роты 94 танкового батальона.
- Сорокин, Георгий Александрович, младший лейтенант, командир танка.Погиб в бою 22 марта 1945 года.
- Трухин, Иван Андреевич, сержант, механик-водитель танка 94 танкового батальона.

## Знаки отличия
| Награда, наименование, звание | Дата                | За что получена |
| ----------------------------- | ------------------- | --- |
| «Уманская»                    | 19 марта 1944 года. | Почётное наименование присвоено в ознаменование одержанной победы и за отличие в боях по прорыву обороны противника на уманском направлении и освобождение города Умань. Приказ Верховного Главнокомандующего от 19 марта 1944 года № 061.                                                                     |
| Орден Красного Знамени        | 8 апреля 1944 года  | За образцовое выполнение заданий командования при форсировании Днестра, овладении городом и важным железнодорожным узлом Бельцы, выход на государственную границу и проявленные при этом доблесть и мужество награждена орденом Красного Знамени.Указ Президиума Верховного Совета СССР от 8 апреля 1944 года. |
| Орден Суворова II степени     | 9 августа 1944 года | За образцовое выполнение боевых заданий командования на фронте борьбы с немецкими захватчиками, за овладение городом Люблин и проявленные при этом доблесть и мужество(24 июля).Орден Суворова II степени .Указ Президиума Верховного Совета СССР от 9 августа 1944 года.                                      |
| Почётное звание «Гвардейская» | 1 декабря 1944 года | За отважные и умелые действия личного состава в боях. |

Личный состав бригады удостаивался благодарностей Верховного Главнокомандующего Вооружёнными Силами СССР 7 раз